# Michał Rosa
Michał Rosa (ur. 27 września 1963 w Zabrzu) – polski reżyser i scenarzysta. Absolwent Wydziału Architektury na Politechnice Śląskiej w Gliwicach oraz reżyserii na Wydziale Radia i Telewizji Uniwersytetu Śląskiego, dr hab. sztuki filmowej.

## Filmografia

### Reżyser, scenarzysta
Filmy i seriale:
- 1993: Gorący czwartek – reżyseria, scenariusz
- 1997: Farba – reżyseria, scenariusz
- 2001: Cisza – reżyseria, współpraca scenariuszowa
- 2002–2010: Samo życie (serial telewizyjny) – reżyseria
- 2006: Co słonko widziało – reżyseria, scenariusz
- 2008: Rysa – reżyseria, scenariusz
- 2008–2013: Czas honoru (serial telewizyjny) – reżyseria
- 2016: Szczęście świata – reżyseria, scenariusz
- 2016: Bodo (serial tv) – reżyseria, współpraca scenariuszowa
- 2019: Piłsudski – reżyseria, scenariusz
- 2020: Osiecka (serial tv) – reżyseria (odcinki 3-12)

Spektakle telewizyjne:
- 1997: Noga dla Józefa
- 2001: Chłopiec i anioł

### Aktor
- 2006: Hi way – gość na imprezie intelektualistów
- 2013: Czas honoru (odc. 76)[potrzebny przypis]

## Nagrody (wybór)
- Nagroda na FPFF w Gdyni
  - Nagroda Specjalna Jury: 2006: Co słonko widziało
  - Najlepsza reżyseria: 2001: Cisza
  - Najlepszy debiut reżyserski: 1994: Gorący czwartek
  - Najlepszy scenariusz: 2008: Rysa